# Карагян Ашот Акопович
Ашот Акопович Карагян (вірм. Աշոտ Կարագյան; рід. 23 січня 1951 року, Єреван, Вірменська РСР) — радянський і російський фехтувальник, дворазовий чемпіон світу (1979, 1981), дворазовий призер Олімпійських ігор (1980). Майстер спорту СРСР міжнародного класу (1974). Заслужений майстер спорту Росії (2005).

## Біографія
Ашот Карагян почав займатися фехтуванням у 1963 році в єреванській Школі юних п'ятиборців під керівництвом Левона Степаняна. У 1969 році вирішив зосередитися на фехтуванні і був включений в юніорську збірну СРСР з цього виду спорту. У 1971 році завоював титул чемпіона світу серед юніорів з фехтування на шпагах в індивідуальній першості.
З 1973 по 1981 рік входив до складу національної збірної СРСР. В 1979 і 1981 роках ставав чемпіоном світу, а в 1980 році бронзовим призером Олімпійських ігор у командних змаганнях з фехтування на шпагах. Під час Олімпійських ігор у Москві Ашот Карагян замінив травмованого радянського рапириста Володимира Лапицького і завоював також срібну медаль командного турніру з фехтування на рапірах.
У 1981 році завершив спортивну кар'єру. У 1983–1992 роках працював тренером у школі фехтування спортивного товариства «Динамо», підготував чемпіона світу серед юніорів (1986), чемпіона СРСР (1986) Сергія Костарєва. У 1995–2001 роках займався тренерською діяльністю в Норвегії. З 2007 року є головним фахівцем Департаменту фізичної культури і спорту міста Москви (Москомспорта) з фехтування.
З 2000 року бере участь у міжнародних ветеранських турнірах, неодноразово ставав призером змагань у віковій категорії до 59 років.
З 2012 року старший тренер збірної Москви за всіма видами зброї, серед молодого покоління.